# Macrobiotus brevipes
Macrobiotus brevipes är en djurart som tillhör fylumet trögkrypare, och som beskrevs av Mihelcic 1971. Macrobiotus brevipes ingår i släktet Macrobiotus och familjen Macrobiotidae. Arten är reproducerande i Sverige. Inga underarter finns listade i Catalogue of Life.